# Гербы районов Хабаровского края
Список гербов муниципальных образований Хабаровского края Российской Федерации.
На 1 января 2018 года в Хабаровском крае насчитывалось 232 муниципальных образования — 2 городских округа, 17 муниципальных районов, 23 городских поселения и 190 сельских поселений.

## Гербы городских округов
| Герб | Наименование                                        | Дата утверждения            | Номер в ГГР |
| ---- | --------------------------------------------------- | --------------------------- | ----------- |
|      | Герб городского округа «Город Хабаровск»            | 18 ноября 2014              | 9952        |
|      | Герб городского округа «Город Комсомольск-на-Амуре» | 6 июня 1967 30 декабря 1994 | 969         |

## Гербы муниципальных районов
| Герб | Наименование                                 | Дата утверждения | Номер в ГГР |
| ---- | -------------------------------------------- | ---------------- | ----------- |
|      | Герб Амурского муниципального района         | 27 декабря 2006  | не внесён   |
|      | Герб Аяно-Майского муниципального района     | 20 апреля 2010   | 6369        |
|      | Герб Бикинского муниципального района        | 15 апреля 2015   | 10509       |
|      | Герб Ванинского муниципального района        | 9 декабря 2004   | 1771        |
|      | Герб Верхнебуреинского муниципального района | 28 февраля 2012  | не внесён   |
|      | Герб Вяземского муниципального района        | 25 октября 2013  | не внесён   |
|      | Герб Комсомольского муниципального района    | 25 мая 2005.     | 1348        |
|      | Герб муниципального района имени Лазо        | 18 декабря 2009  | 5868        |
|      | Герб Нанайского муниципального района        | 24 мая 2006      | не внесён   |

| Герб | Наименование                                     | Дата утверждения           | Номер в ГГР |
| ---- | ------------------------------------------------ | -------------------------- | ----------- |
|      | Герб Николаевского муниципального района         | 4 декабря 2001             | 952         |
|      | Герб Охотского муниципального района             | 26 августа 2005            | 2028        |
|      | Герб муниципального района имени Полины Осипенко | 14 мая 2005                | 1920        |
|      | Герб Советско-Гаванского муниципального района   | 28 апреля 2007             | 3323        |
|      | Герб Солнечного муниципального района            | 26 января 2000             | 516         |
|      | Герб Тугуро-Чумиканского муниципального района   | 24 декабря 2008            | 4709        |
|      | Герб Ульчского муниципального района             | 6 июня 1999 6 октября 2006 | не внесён   |
|      | Герб Хабаровского муниципального района          | 19 апреля 2007             | 3322        |